# Písník u Červeného Dvora
Písník u Červeného Dvora je vodní plocha o rozloze 1,05 ha vzniklá po těžbě štěrkopísků ukončené okolo poloviny 20. století. Písník se nalézá asi 0,3 km jižně od areálu Červeného dvora v okrese Hradec Králové pod železniční tratí do Pardubic. Písník je využíván pro sportovní rybolov.

## Galerie

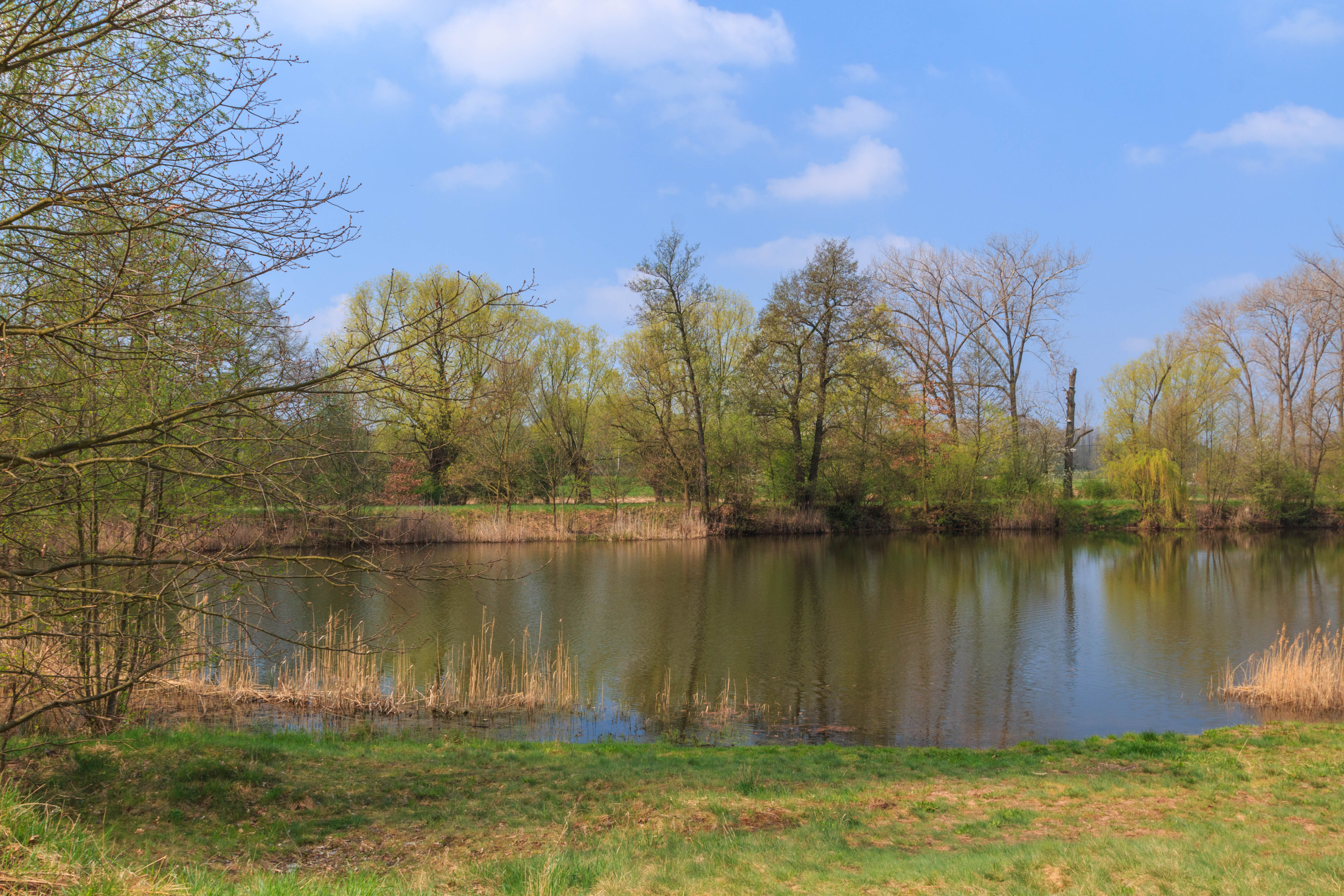
pohled na písník u Červeného Dvora
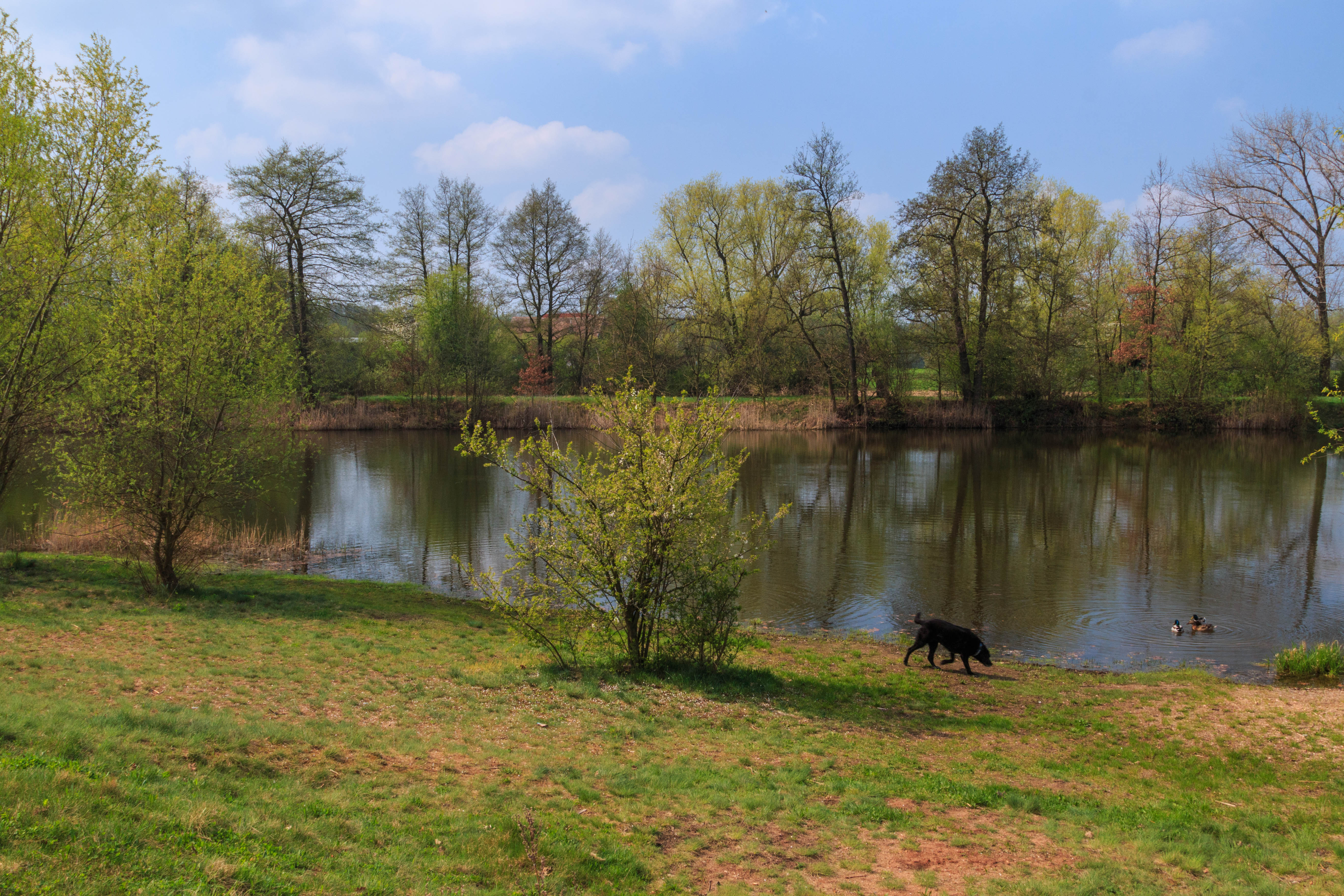
pohled na písník u Červeného Dvora
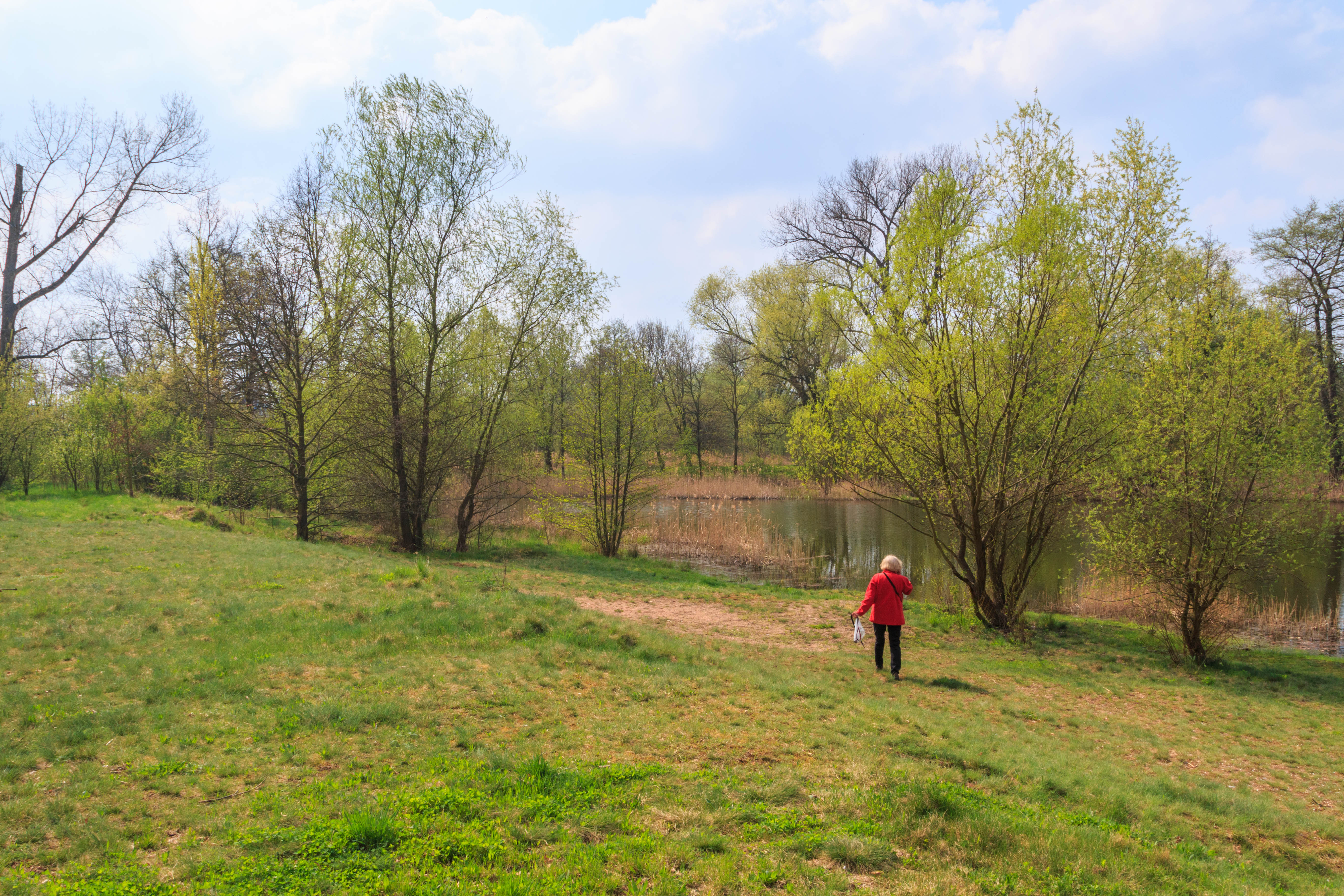
pohled na písník u Červeného Dvora
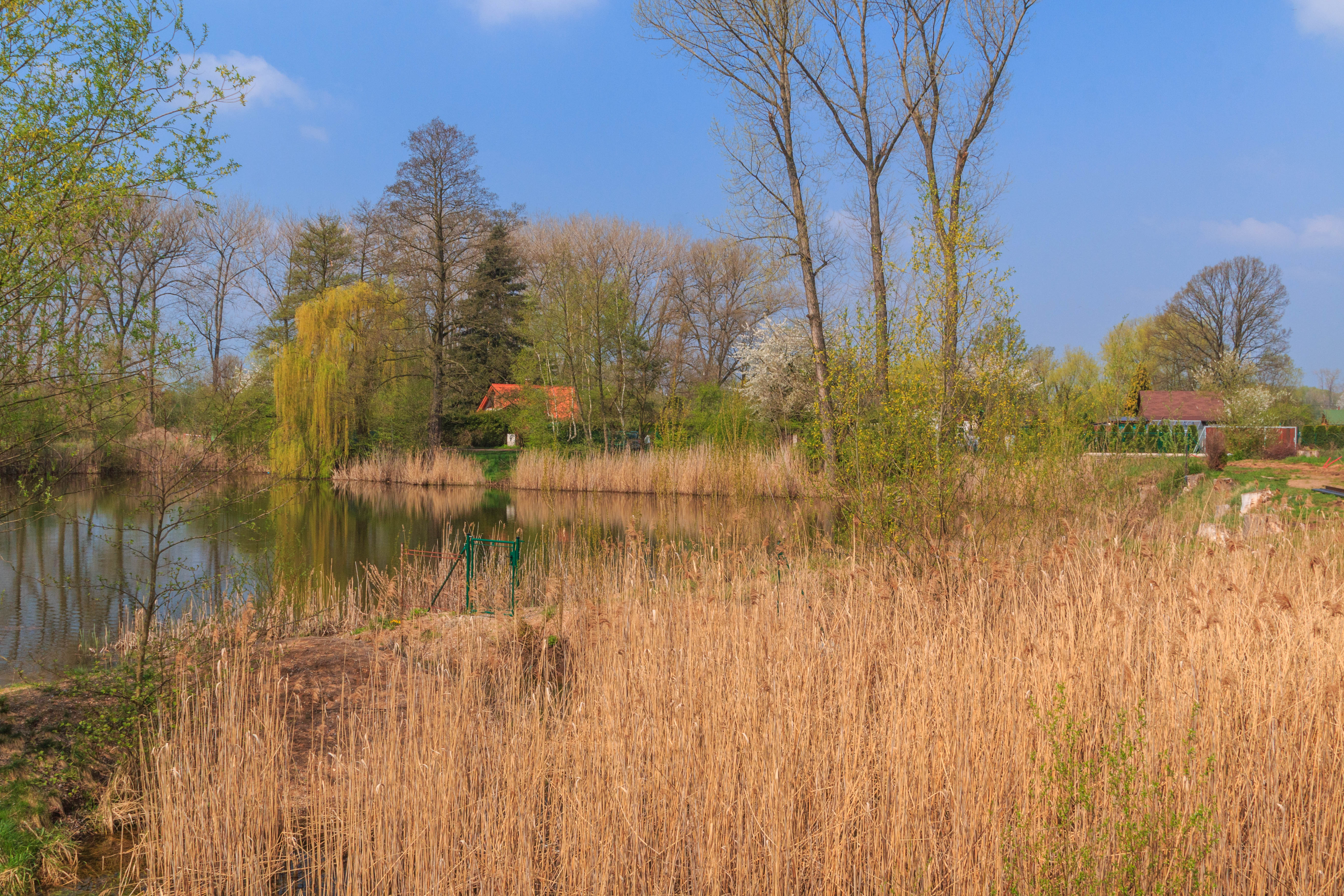
pohled na písník u Červeného Dvora